# Oligolophus mollis
Oligolophus mollis is een hooiwagen uit de familie echte hooiwagens (Phalangiidae).